# Diego Polenta
Diego Fabián Polenta Musetti (Montevidéu, 6 de fevereiro de 1992) é um futebolista uruguaio que atua como zagueiro. Atualmente joga pelo Wanderers Durazno.

## Carreira
Começou sua carreira nas categorias de base do Danubio. Em 2008, foi contratado pelo Genoa, sem estrear pela equipe principal do Danubio. Fez sua estréia pela equipe principal do Genoa em 30 de abril de 2011, em jogo contra o Napoli.
Em 2011, foi emprestado ao Bari.Ficou na equipe italiana até 2014, quando voltou ao seu país para atuar no Nacional.
Em 15 de maio de 2016, marcou dois gols de pênalti no clássico contra o Peñarol, em jogo que terminou 2 a 2.
Em 7 de fevereiro de 2019 assinou com o Los Angeles Galaxy.

## Seleção Uruguaia
Jogou nas seleções juvenis do Uruguai. Foi convocado pela Seleção Uruguaia de Futebol para disputar o Campeonato Sul-Americano de Futebol Sub-20 de 2011, que foi realizado no Peru. No mesmo ano é convocado por Oscar Tabárez para a seleção principal do Uruguai. Em 2012, fez parte do elenco da Seleção Uruguaia de Futebol da Olimpíadas de 2012.

## Estatísticas
Atualizado até 24 de outubro de 2019.

### Clubes
| Equipe             | Temporada | Campeonato nacional | Campeonato nacional | Copa nacional | Copa nacional | Competições continentais[b] | Competições continentais[b] | Outros torneios[c] | Outros torneios[c] | Total | Total |
| Equipe             | Temporada | Jogos               | Gols                | Jogos         | Gols          | Jogos                       | Gols                        | Jogos              | Gols               | Jogos | Gols  |
| ------------------ | --------- | ------------------- | ------------------- | ------------- | ------------- | --------------------------- | --------------------------- | ------------------ | ------------------ | ----- | ----- |
| Genoa              | 2010–11   | 1                   | 0                   | –             | –             | –                           | –                           | –                  | –                  | 1     | 0     |
| Genoa              | Total     | 1                   | 0                   | –             | –             | –                           | –                           | –                  | –                  | 1     | 0     |
| Bari               | 2011–12   | 17                  | 0                   | –             | –             | –                           | –                           | –                  | –                  | 17    | 0     |
| Bari               | 2012–13   | 36                  | 1                   | –             | –             | –                           | –                           | –                  | –                  | 36    | 1     |
| Bari               | 2013–14   | 33                  | 4                   | –             | –             | –                           | –                           | –                  | –                  | 33    | 4     |
| Bari               | Total     | 86                  | 5                   | –             | –             | –                           | –                           | –                  | –                  | 86    | 5     |
| Nacional           | 2014–15   | 25                  | 0                   | –             | –             | 1                           | 0                           | –                  | –                  | 26    | 0     |
| Nacional           | 2015–16   | 27                  | 2                   | –             | –             | 11                          | 0                           | –                  | –                  | 38    | 2     |
| Nacional           | 2016      | 11                  | 0                   | –             | –             | –                           | –                           | –                  | –                  | 11    | 0     |
| Nacional           | 2017      | 32                  | 5                   | –             | –             | 7                           | 0                           | –                  | –                  | 39    | 5     |
| Nacional           | 2018      | 14                  | 0                   | –             | –             | 6                           | 0                           | 1                  | 0                  | 21    | 0     |
| Nacional           | Total     | 109                 | 7                   | –             | –             | 25                          | 0                           | 1                  | 0                  | 135   | 7     |
| Los Angeles Galaxy | 2019      | 30                  | 1                   | 2             | 0             | –                           | –                           | –                  | –                  | 32    | 1     |
| Los Angeles Galaxy | Total     | 30                  | 1                   | 2             | 0             | 0                           | 0                           | 0                  | 0                  | 32    | 1     |

- b. ^ Jogos da Copa Sul-Americana e Copa Libertadores da América
- c. ^ Jogos da Supercopa Uruguaya

## Títulos
Nacional
- Campeonato Uruguaio: 2014–15, 2016
- Torneio Intermédio: 2017,[9]2018
- Torneo Apertura: 2014, 2018[10]
- Supercopa Uruguaya: 2025

Olimpia
- Campeonato Paraguaio: 2020 (Clausura)